# لوني تيونز
لووني تيونز بمعنى "الألحان المجنونة" (بالإنجليزية: Looney Tunes)، هو سلسلة رسوم متحركة من وارنر براذرز استمر عرضه في دور العرض من 1930 إلى 1969، سلسلة لوني تيونز سبقت سلسلة ميري ميلوديز وتعد أولى سلسلة رسوم متحركة سينمائية لوارنر براذرز. شخصيات السلسلة عرفت بالاسم «لوني تيونز Looney Tunes» (وعادة ما تكتب خطأ لوني تونز "Looney Toons").
اسم لوني تيونز هو تشابه معنوي لسلسلة والت ديزني سيلي سيمفونيز والتي تعتمد على الموسيقى بشكل رئيسي، فكانت الموسيقى في لوني تيونز مستوحاة من سجلات الموسيقى المملوكة لشركة وارنر براذرز، وكانت تعزف في قصص نجوم السلسلة مثل بوسكو وبودي، ولاحقاً بدأت الشخصيات الأخرى المعروفة حالياً بالظهور مثل باغز باني، دافي داك، بوركي بيغ، إلمر فاد، سيلفستر، تويتي، مارفن ذا مارشن، تازماينيان ديفل، وايل إي. كايوتي ورود رنر، فوغهورن ليغهورن، يوسيميتي سام، بيبي لا بيو، سبيدي غونزالس وآخرون.
قامت بإنتاج السلسلة في الأساس شركة هارمن-آيزينغ بكشرز، تلتها ليون شليسنجر برودكشنز من 1933 إلى 1944. شليسنجر باع شركته إلى وارنر براذرز في 1944، ليستمر قسم وارنر براذرز كارتونز بإنتاج السلسلة حتى 1963، ثم تتعاقد وارنر براذرز مع ديباتي-فريلينغ إنتربرايزس من 1964 إلى 1967، ثم عاد قسم وارنر براذرز للرسوم المتحركة للإنتاج لعاميها الأخيرين. كانت لوني تيونز السلسلة الأشهر في دور العرض، متخطية إنتاجات ديزني وشركات الإنتاج الأخرى.

## تاريخ
في البداية، كانت قصص لوني تيونز وميري ميلوديز معتمدة على مكتبة موسيقى شركة وارنر، كانت لوني تيونز تحتضن عدة شخصيات تتكرر ظهورها في أجزاء السلسلة، بينما ميري ميلوديز استمرت في استخدام شخصيات لمرة واحدة فقط. أيضا من عام 1934 إلى 1943، كانت ميري ميلوديز تنتج بالألوان، بعكس لوني تيونز التي أنتجت بالأبيض والأسود، بعد عام 1943، تم إنتاج كلا من السلسلتين بالألوان.
في عام 1937، استخدمت موسيقى «ذا ميري-غو-راوند بروك داون The Merry-Go-Round Broke Down» من تأليف كليف فريند ودايف فرانكلين كموسيقى تقديمية لسلسلة لووني تونز، بينما استخدمت موسيقى «ميرلي وي رول ألونغ Merrily We Roll Along» من تأليف تشارلز توبياس، موراي منشر، وإيدي كانتر كموسيقى تقديمية لسلسلة ميري ميلوديز.
في 1930، اهتمت وارنر براذرز بإنتاج سلسلة من الرسوم المتحركة الموسيقية لترويج إنتاجاتها الموسيقية، تعاقدت الشركة مع ليون شليسنجر لإنتاج الرسوم المتحركة لصالح الشركة، شليسنجر كلف كلا من رودولف آيزينغ وهيو هارمن لإنتاج الدفعة الآولى من السلسلة، بوسكو كان شخصية لووني تونز الرئيسية وظهر للمرة الأولى عام 1930، وبعدما غادر هارمن وآيزينغ وارنر براذرز في 1933 بسبب اختلاف في الميزانية مع شليسنجر، أخذا معهما جميع حقوق الشخصيات والرسوم المتحركة التي قاما بإنتاجها.
بادي كان النسخة المحسنة من بوسكو، وأصبح نجم لووني تونز للسنوات التالية، لكن الرسامون الذين قدموا بادي قدموا نجما آخر هو بوركي بيغ، الذي ظهر عام 1935 مع بينز ذا كات في كارتون ميري ميلوديز القصير آي هافنت غوت أ هات من إخراج فريز فريلينغ، تبع ذلك ظهور نجم آخر هو دافي داك في 1937، ليليه النجم الأشهر على الإطلاق باغز باني في 1940، باغز ظهر كثيرا في كارتون ميري ميلوديز الملونة، لكنه سرعان ما بدأ بالظهور في سلسلة لووني تونز، والتي بدأت تنتج بالألوان عام 1942.
ازدادت شهرة لووني تونز عندما بدأ بثها على التلفزيون تحت عناوين مختلفة، وبما أن الجمهور المستهدف في التلفزيون كان شريحة الأطفال، فقد تم حذف المقاطع غير الملائمة للأطفال، كالمشاهد العنيفة والعنصرية وألفاظ السباب.
تم إنتاج عدة أفلام وعروض تلفزيونية خاصة في عام 1970 حتى عام 1990، كما ظهرت شخصيات لووني تونز في أدوار جانبية في فيلم 1988 هو فريمد روجر رابت، مشاركين الأدوار مع منافسيهم في ديزني ميكي ماوس ودونالد داك. في فيلم 1996 سبيس جام، ظهر باغز باني في دور البطولة مشاركا مع مايكل جوردان، في فيلم يجمع التمثيل البشري الحي مع الرسوم المتحركة، قدم الفيلم شخصية جديدة هي لولا باني. كما ظهرت شخصيات السلسلة في فيلم 2003 لووني تونز: باك إن آكشن.
في عصر التلفزيون، عادت للظهور شخصيات لووني تونز في مسلسلات رسوم متحركة جديدة، مثل مسلسل 1991 تاز-ماينيا (بطولة ذا تاسماينيان ديفل)، مسلسل 1995 ذا سيلفستر آند تويتي ميستيريز (سيلفستر، تويتي، وغراني)، مسلسل 2002 بايبي لوني تيونز، مسلسل 2003 داك المراوغ (دافي داك، بوركي بيغ، مارفن ذا مارشن). ظهرت الشخصيات الرئيسية أيضا في أدوار جانبية في مسلسل تايني توون أدفنشرز كأساتذة للجيل الجديد من شخصيات الكارتون.
وبالرغم من كون السلسلة قليلة العرض في التلفزيون بسبب إصدارها على مجموعة DVD، إلا أنها بقيت جزءا من تاريخ الرسوم المتحركة الغربية.

## قضايا

### العنصرية
عدد من كارتون ميري ميلوديز ولووني تونز في عصر الحرب العالمية الثانية لم يعد يبث على التلفزيون أو يصدر على أقراص DVD بسبب العنصرية ضد كل من الأمريكيين الأفارقة، اليابانيون، الصينيون، والألمان. أحد عشر عرضا تم منع عرضه تظهر عنصرية ضد الأفارقة عرفت بالممنوعات الأحد عشر. إضافة إلى ذلك، تم تضمين تحذير قدمته ووبي غولدبرغ في مجموعة أقراص DVD الثالثة، صرحت فيه بأن الكارتون المضمن هو إنتاج زمانه يحوي عنصرية ستبدو عدوانية هذه الأيام، لكن سيتم تقديمها كاملة بلا رقابة لأن تعديلها يعني رفض حقيقة وجود العنصرية سابقا بقدر السوء الذي يصحب غض الطرف عن ذلك. المجموعة الرابعة والخامسة تضمنت تحذيرا نصيا لما قالته غولدبيرغ.

### النسخ المعدلة
أثيرت قضية في 1995 حول قيام مجموعة ترنر إنترتاينمنت بإصدار نسخ معدلة Dubbed version من العديد من كارتون ما قبل 1948، حيث قامت باستبدال لوحة نهاية الكارتون بلوحة نهاية عامة، تعرض إدعاء لحقوق النسخ إلى المجموعة، بدلا من حقوق النسخ إلى وارنر براذرز. هذه النسخ المعدلة لا تمثل النسخ السينمائية الأصلية، ومع أن وارنر براذرز بذلت ما في وسعها لتضمين النسخ الأصلية في مجموعات DVD، إلا أن بعضها بقيت وتم تضمينها كعروض إضافية بسبب فقدان النسخ الأصلية أو عدم توفر نسخ ذات جودة أعلى.

### التلوين
في 1967، أعادت وارنر براذرز-سيفن آرتس إصدار 78 عرضا بالألوان من عروض لووني تونز بالأبيض والأسود، تم تلوين العروض إطارا بإطار في كوريا الجنوبية، لكن العملية ذات الميزانية المنخفضة أظهرت إنتاجا منخفض الجودة بسبب التلوين اليدوي. في عام 1990، 1992 و1995 قامت وارنر براذرز بتكرار العملية لكن باستخدام التكنولوجيا الرقمية، فأصدرت نفس العروض 78 إضافة إلى 27 عرضا، تم عرضها على قنوات كارتون نتوورك وبوومرانغ.

## الملكية
في أوائل عام 1950 باعت وارنر براذرز عروض لووني تونز بالأبيض والأسود إضافة إلى عروض ميري ميلوديز الأولى إلى سانسيت برودكشنز، والتي وزعت عبر شركة غيلد فيلمز إلى أن بيعت الشركة إلى موشن بيكشرز فور تيليفيجن، والتي بدورها بيعت في الستينيات إلى سيفن آرتس. في 1967 اندمجت سيفن آرتس مع وارنر براذرز لتعلن قيام شركة وارنر براذرز-سيفن آرتس، لتعود ملكية تلك العروض إلى شركة وارنر.
في 1957، استحوذت أسوشييتد آرتستس برودكشنز a.a.p على أغلب مكتبة إنتاجات وارنر براذرز قبل 1950 لأجل العرض التلفزيوني باستثناء العروض المباعة إلى سانسيت برودكشنز، a.a.p أضافت لوحتها مقدمة كل كارتون متضمنة عبارة "Associated Artists Productions a.a.p. presents"، ثم تم بيع الشركة إلى يونايتد آرتستس. يونايتد آرتستس بيعت إلى إم جي إم، وتلي خمس سنوات وتقوم مجموعة ترنر بالاستحواذ على مكتبة إم جي إم، لتعود الملكية إلى وارنر براذرز في 1996 عندما اندمجت ترنر إنترتاينمنت مع تايم وارنر (الشركة الأم لوارنر براذرز).
عدد من العروض سقطت في الملكية العامة بسبب عدم تمكن المالكون المختلفون من تجديد حقوق الملكية، لكن وارنر براذرز تملك المكونات الأصلية لها، حاليا جميع عروض ميري ميلوديز ولووني تونز مملوكة لوارنر برذرز بمقتضى امتلاكها لمجموعة ترنر إنترتاينمنت.

## أشهر الشخصيات
| الشخصية                  | أول ظهور لها              | المخرج                                            |
| ------------------------ | ------------------------- | ------------------------------------------------- |
| باغز باني                | أ وايلد هاير (1940)       | تيكس أيفري                                        |
| دافي داك                 | بوركيز داك هانت (1937)    | تيكس أيفري، بوب كلامبيت                           |
| بوركي بيغ                | آي هافنت غوت أ هات (1934) | فريز فريلينغ                                      |
| إلمر فاد                 | إلمرز كاندد كاميرا (1940) | تشاك جونز. تطوير لشخصية إيغهيد لتيكس أيفري        |
| سيلفستر                  | لايف ويذ فيذرس (1945)     | فريز فريلينغ                                      |
| تويتي                    | أ تيل أوف تو كيتيز (1942) | بوب كلامبيت. فريز فريلينغ (الشكل النهائي)         |
| وايل إي. كايوتي ورود رنر | فاست آند فوري-أوس (1949)  | تشاك جونز                                         |
| فوغهورن ليغهورن          | واكي تاوكي هاوكي (1946)   | روبرت مككمسون                                     |
| يوسيميتي سام             | هاير تريغر (1945)         | فريز فريلينغ                                      |
| سبيدي غونزالس            | كات-تايلز فور تو (1953)   | فريز فريلينغ. تطوير لشخصية سابقة من روبرت مككمسون |
| مارفن ذا مارشن           | هايرديفل هاير (1948)      | تشاك جونز                                         |
| تاز (تازماينيان ديفل)    | ديفل ماي هاير (1954)      | روبرت مككمسون                                     |
| بيبي لا بيو              | أودور-أيبل كيتي (1945)    | تشاك جونز                                         |

## جوائز
أربعة عروض لووني تونز اختيرت في سجلات الأفلام الوطنية (التابعة لمكتبة الكونغرس):
- واتس أوبيرا، داك؟ (1957) اختيرت عام 1992
- داك أماك (1953) اختيرت في 1999
- بوركي إن واكيلاند (1938) اختيرت في 2000
- ون فروغي إيفيننغ (1955) اختيرت في 2003

جوائز الأكاديمية لأفضل مادة قصيرة فئة الرسوم المتحركة:
- تويتي باي (1947)
- فور سينت-إيمنتل ريزونز (1949)
- سبيدي غونزالس (1955)
- بيردس أنونيموس (1957)
- نايتي نايت باغز (1958)

## وصلات خارجية
- لوني تيونز على موقع الموسوعة البريطانية (الإنجليزية)
- لوني تيونز على موقع ميوزك برينز (الإنجليزية)
- موقع لووني تونز الرسمي
- موقع Big Cartoon Database نسخة محفوظة 5 ديسمبر 2012 at Archive.is

- شخصيات لووني تونز من موقع Cartoon Spot